# 魏右曾
魏右曾，江西广昌人，是一名清朝政治人物。
魏右曾曾于1785年接替火继忠任宝山县知县一职，1786年由火继忠接任。